# كريستون (كولورادو)
كريستون (بالإنجليزية: Crestone, Colorado)‏ هي بلدة تقع في مقاطعة ساغواتش، كولورادو بولاية كولورادو في الولايات المتحدة. تأسست عام 1880، تبلغ مساحتها 0.7 (كم²)، وترتفع عن سطح البحر 2415 م، بلغ عدد سكانها 73 نسمة في عام 2000 حسب إحصاء مكتب تعداد الولايات المتحدة وتصل الكثافة السكانية فيها 104.3 نسمة/كم2.

## وصلات خارجية
- Town of Crestone
- The US50 - Cities and Towns in Colorado State
- Colorado Cities and Towns, Facts, Map, Flag, Colleges, Government, and More